# Historia LGBT en Nauru
Este artículo detalla la historia del movimiento por los derechos LGBT en Nauru, desde la época colonial hasta la actualidad. La homosexualidad en Nauru fue penalizada en 1899 mientras era un protectorado alemán y volvió a ser penalizada  en 1921 estando bajo dominio australiano. Al menos desde 2011, el gobierno de Nauru expresó su intención de despenalizarla, haciéndolo finalmente en 2016.

## Historia
La homosexualidad en Nauru se penalizó en 1899, cuando la isla era un protectorado alemán parte de Nueva Guinea Alemana. Las leyes sobre sodomía se introdujeron de nuevo en 1921, cuando la isla estaba bajo dominio australiano, y se basaban en el Código Penal de Queensland. Las leyes se mantuvieron tras la independencia de Nauru en 1968.
En enero de 2011, el ministro de Salud, Justicia y Deportes, Mathew Batsiua, declaró que la despenalización de la «actividad homosexual consentida entre adultos» estaba «bajo consideración activa». En octubre de 2011, el gobierno se comprometió a despenalizar los actos sexuales entre personas del mismo sexo. Sin embargo, para finales de 2014 no se había promulgado ninguna ley al respecto.
El 27 de mayo de 2016, Nauru despenalizó la homosexualidad.